# Gerendás Mihály
Gerendás Mihály (Tápiószele, 1908. január 30. – Visegrád, 1976. június 16.) Kossuth-díjas biokémikus, egyetemi tanár, a biológia tudományok kandidátusa, fotográfus.

## Kutatási területe
A spektroszkópia, az izom-összehúzódás mechanizmusának tisztázása, később a véralvadási folyamatok megismerése. Érdeme a véralvadást nagymértékben serkentő fibrinkészítmény megalkotása.

## Életpályája
Felsőfokú tanulmányokat a szegedi Ferenc József Tudományegyetem Matematikai és Természettudományi Karán folytatott 1928-1932 között. 1934-ben doktorált, 1941-ben egyetemi magántanárrá habilitálták A biokémia módszertana témakörben. Pályakezdő éveit a Matematikai és Természettudományi Kar II. számú Vegytani Intézetében töltötte (1933-35), majd az Általános és Szervetlen Vegytani Intézetbe került (1935-38).
1938-1944 között az Orvostudományi Kar Szent-Györgyi Albert által vezetett Orvosi Vegytani Intézetben dolgozott, itt többek közt az ő feladata volt a mikroszkópfotózás, ebből fejlődött ki aztán Gerendás fényképezéssel kapcsolatos hobbija, amely természetesen a tudományos kutatások területén a dokumentálás elengedhetetlen része. 1938-39-ben Németországban járt tanulmányúton, Otto Heinrich Warburg Nobel-díjas biokémikus professzor intézetében volt ösztöndíjas.
1944. szeptember 1-jén távozott Szegedről a Tihanyi Biológiai Kutatóintézetbe, ahol a biokémiai osztályt vezette. 1947–1952 között a budapesti egyetem Biokémiai Intézetében egyetemi tanár, 1950–53-ban az MTA Elektronmikroszkóp Laboratóriumának igazgatója. 1953-tól 1974-ig az Országos Vérellátó Szolgálat biokémiai laboratóriumának osztályvezetője. 1974-ben vonult nyugalomba.
Hobbija a fényképezés volt, hazai és nemzetközi fotópályázatokon nyert díjakat, ő vezette be a mikroszkópon keresztül való fényképezést, és ebből nagyon szép diaporáma-sorozatokat, illetve diasorozatokat készített. A különféle metszetek szép színes formákat (kristályképeket) adtak ki a mikroszkóp alatt. A véradás ösztönzése, fellendítése érdekében filmet is készített Amit adtál az élet címen, amivel díjat nyert a cannes-i filmfesztiválon. Tiszteletére Szarvassy Imre, az Aesculap Fotóklub elnöke és Godó Ferenc, a SOTE Szakkollégiumának főigazgatója 2008-ban megalapította a Gerendás Mihály-díjat.

## Tudományos közleményei és kötetei (válogatás)
- Technisches über Myosin faden nebst einigen Beobachtungen über ihre Kontraktion. Studies Inst. Med. Chem. Univ. Szeged. 1. Myosin and Muscular Contraction. (Ed. A. Szent-Györgyi) Basel-New York, 1942. Karger. 47-57. p.
- Véralvadás és vérzéscsillapítás. Budapest, 1960. Országos Vértranszfúziós Szolgálat. 231 p.
- Thrombin-Fibrinprodukte und ihre therapeutische Anwendung. (Bagdi Dániellel, Winter Lászlóval) Jena, 1963. Fischer. 231 p.
- Fibrin products as aids in hemostasis and wound healing. (Chapter 13] In: Fibrinogen. (Ed. K. Laki) New York, 1968. Dekker. 277-316. p.

## Társasági tagság
- Magyar Kémikusok Egyesülete (A biokémiai szakosztály elnöke 1950–1976 között)
- Magyar Fotóművészek Szövetsége (1971-)

## Díjak, elismerések
- Semmelweis Ignác-emlékérem (1948);
- Debreceni Egyetem ezüst plakettje (1949);
- Kossuth-díj (1949);
- A cannes-i filmfesztivál ,,Aranyláng" díja - a Vöröskereszt fennállásának 100. évfordulójara készített, "Amit adtál, az élet" c. filmjéért (1963);
- Than Károly-emlékérem (1967).